# هاتون کورینی
هاتون کورینی (به اسپانیایی: Hatun Qurini) یک کوه در پرو است که در Peru, Puno Region واقع شده‌است. هاتون کورینی ۵٬۰۰۰ متر بالاتر از سطح دریا واقع شده‌است.